# Telipogon casadevalliae
Telipogon casadevalliae là một loài thực vật có hoa trong họ Lan. Loài này được Nauray, A.Galán & Mamani mô tả khoa học đầu tiên năm 2008.